# Mont Arafune
La muntanya Arafune (en japonès 荒船山 Arafune-yama) és un antic volcà que es troba en el límit de les prefectures japoneses de Gunma i Nagano, a 150 km al nord de Tòquio.
La seva altitud màxima és de 1.422 metres i el seu cim és tabular. Hi ha un viarany que porta al cim de la muntanya.
El setembre de 2009 en un penya-segat d'aquesta muntanya hi va trobar la mort el creador del manga Shin-Chan, Yoshito Usui, qui era afeccionat a l'alpinisme. El seu cos va ser trobat a uns 250 m del cim.